# Selección de fútbol sala de Nueva Caledonia
La selección de fútbol sala de Nueva Caledonia es el equipo representante del país en las competiciones oficiales. Su organización está a cargo de la Federación de Fútbol de Nueva Caledonia, miembro de la OFC y la FIFA.
Su mejor resultado en el Copa de Naciones de Futsal de la OFC fue el subcampeonato de la edición 2014, el cual organizó.

## Estadísticas

### Copa Mundial de Futsal FIFA
| Copa Mundial de fútbol sala de la FIFA | Copa Mundial de fútbol sala de la FIFA | Copa Mundial de fútbol sala de la FIFA | Copa Mundial de fútbol sala de la FIFA | Copa Mundial de fútbol sala de la FIFA | Copa Mundial de fútbol sala de la FIFA | Copa Mundial de fútbol sala de la FIFA | Copa Mundial de fútbol sala de la FIFA |
| Año                                    | Ronda                                  | J                                      | G                                      | E                                      | P                                      | GF                                     | GC                                     |
| -------------------------------------- | -------------------------------------- | -------------------------------------- | -------------------------------------- | -------------------------------------- | -------------------------------------- | -------------------------------------- | -------------------------------------- |
| 1989                                   | No participó                           | No participó                           | No participó                           | No participó                           | No participó                           | No participó                           | No participó                           |
| 1992                                   | No participó                           | No participó                           | No participó                           | No participó                           | No participó                           | No participó                           | No participó                           |
| 1996                                   | No participó                           | No participó                           | No participó                           | No participó                           | No participó                           | No participó                           | No participó                           |
| 2000                                   | No participó                           | No participó                           | No participó                           | No participó                           | No participó                           | No participó                           | No participó                           |
| 2004                                   | No participó                           | No participó                           | No participó                           | No participó                           | No participó                           | No participó                           | No participó                           |
| 2008                                   | No clasificó                           | No clasificó                           | No clasificó                           | No clasificó                           | No clasificó                           | No clasificó                           | No clasificó                           |
| 2012                                   | No clasificó                           | No clasificó                           | No clasificó                           | No clasificó                           | No clasificó                           | No clasificó                           | No clasificó                           |
| 2016                                   | No clasificó                           | No clasificó                           | No clasificó                           | No clasificó                           | No clasificó                           | No clasificó                           | No clasificó                           |
| 2021                                   | No clasificó                           | No clasificó                           | No clasificó                           | No clasificó                           | No clasificó                           | No clasificó                           | No clasificó                           |
| Total                                  | 0/9                                    | -                                      | -                                      | -                                      | -                                      | -                                      | -                                      |

### Copa de Naciones de Futsal de la OFC
| Copa de Naciones de Futsal de la OFC | Copa de Naciones de Futsal de la OFC | Copa de Naciones de Futsal de la OFC | Copa de Naciones de Futsal de la OFC | Copa de Naciones de Futsal de la OFC | Copa de Naciones de Futsal de la OFC | Copa de Naciones de Futsal de la OFC | Copa de Naciones de Futsal de la OFC |
| Año                                  | Ronda                                | J                                    | G                                    | E                                    | P                                    | GF                                   | GC                                   |
| ------------------------------------ | ------------------------------------ | ------------------------------------ | ------------------------------------ | ------------------------------------ | ------------------------------------ | ------------------------------------ | ------------------------------------ |
| 1992                                 | No participó                         | No participó                         | No participó                         | No participó                         | No participó                         | No participó                         | No participó                         |
| 1996                                 | No participó                         | No participó                         | No participó                         | No participó                         | No participó                         | No participó                         | No participó                         |
| 1999                                 | No participó                         | No participó                         | No participó                         | No participó                         | No participó                         | No participó                         | No participó                         |
| 2004                                 | No participó                         | No participó                         | No participó                         | No participó                         | No participó                         | No participó                         | No participó                         |
| 2008                                 | Sexto lugar                          | 6                                    | 1                                    | 1                                    | 4                                    | 22                                   | 30                                   |
| 2009                                 | Cuarto lugar                         | 4                                    | 1                                    | 0                                    | 3                                    | 11                                   | 21                                   |
| 2010                                 | Quinto lugar                         | 6                                    | 2                                    | 0                                    | 4                                    | 25                                   | 29                                   |
| 2011                                 | Sexto lugar                          | 4                                    | 1                                    | 1                                    | 2                                    | 24                                   | 24                                   |
| 2013                                 | Octavo lugar                         | 4                                    | 0                                    | 0                                    | 4                                    | 11                                   | 26                                   |
| 2014                                 | Subcampeón                           | 4                                    | 2                                    | 1                                    | 1                                    | 15                                   | 13                                   |
| 2016                                 | Quinto lugar                         | 5                                    | 1                                    | 0                                    | 4                                    | 11                                   | 18                                   |
| 2019                                 | Cuarto lugar                         | 5                                    | 2                                    | 1                                    | 2                                    | 26                                   | 15                                   |
| 2022                                 | Tercer lugar                         | 5                                    | 3                                    | 0                                    | 2                                    | 20                                   | 22                                   |
| 2023                                 | Quinto lugar                         | 5                                    | 3                                    | 1                                    | 1                                    | 28                                   | 12                                   |
| Total                                | 10/14                                | 48                                   | 16                                   | 5                                    | 27                                   | 193                                  | 210                                  |